# Пахомов, Евгений Александрович
Евгений Александрович Пахомов (1880, Ставрополь — 2 мая 1965) — известный советский нумизмат, археолог. Исследователь нумизматики Грузии, Азербайджана и Армении.
Родился Евгений Александрович в Ставрополе, в 1896 году окончил школу в Тифлисе. В 1900 году окончил Санкт-Петербургский Археологический Институт, а в 1902 Технологический Институт.

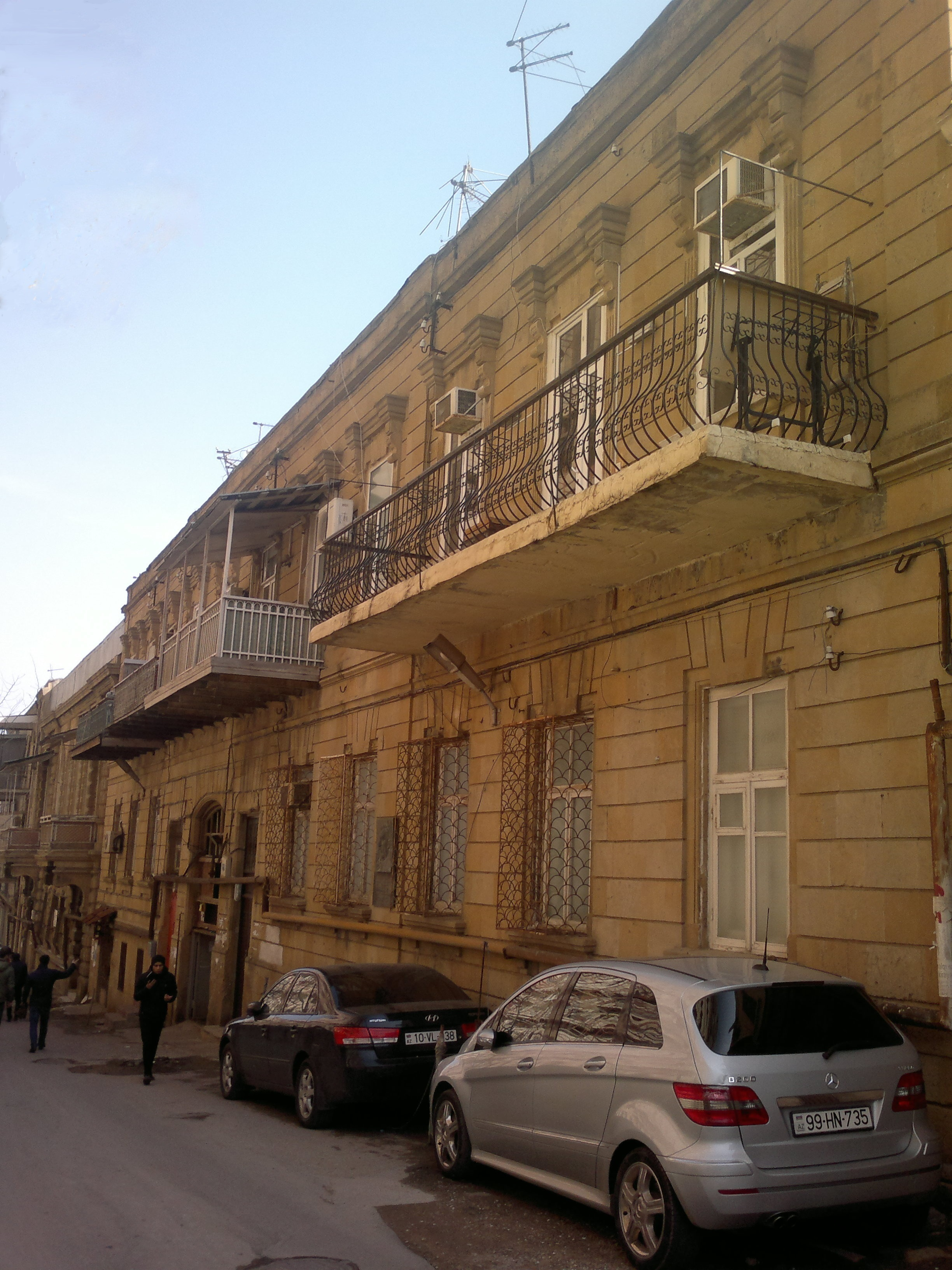
Дом в Баку, в котором с момента приезда и до самой смерти жил Евгений Пахомов

В 1920 году переехал в Баку, где стал одним из организаторов Музея истории народов Азербайджана (ныне — Музей истории Азербайджана), связи с котором не прерывал в течение всей научной деятельности.
Вскоре поступил на работу в Азербайджанский государственный университет, где с 1922 по 1930 год возглавлял отдел археологии и нумизматики. Стал основателем нумизматики в Азербайджане.
В 1941 году стал доцентом Бакинского университета, а в 1945 году защитил докторскую диссертацию (по совокупности изданных «Кладов») и стал профессором.
С 1947 по 1953 — заведующий кафедрой археологии. В 1955 году получил звание заслуженного деятеля науки Азербайджанской ССР.
В 1962 году избран членом корреспондентом Академии Наук Азербайджанской ССР.
Е. А. Пахомов был одним из авторитетнейших учёных в своей области. Совершил множество археологических экспедиций, описал клады и создал многие работы посвящённые кавказской нумизматике. Был первопроходцем во многих направлениях научной деятельности.
После смерти Е. А. Пахомова, его уникальное собрание монет, согласно завещанию, было разделено между Государственным Эрмитажем, Государственным музеем Грузии и Музеем истории Азербайджана; небольшая часть коллекции была передана в ГМИИ, часть попала к частным коллекционерам.
Научное наследие Е. А. Пахомова в данный момент оцифровывается А. В. Акопяном и выкладывается на сайте academia.edu.